# Siphona pacifica
Siphona pacifica är en tvåvingeart som beskrevs av O'hara 1982. Siphona pacifica ingår i släktet Siphona och familjen parasitflugor. Inga underarter finns listade i Catalogue of Life.